# Es Mercadal
Es Mercadal is een gemeente in het midden van het Spaanse eiland Menorca in de regio Balearen en telt 5.098 inwoners (1 januari 2016). De gemeente heeft een oppervlakte van 138 km². Es Mercadal ligt naast de Monte Toro, de grootste berg van het eiland. Het ligt 25 kilometer ten westen van de hoofdstad Maó. 
De vissersplaats Fornells maakt deel uit van de gemeente Es Mercadal. Het zuidelijk gelegen Es Migjorn Gran behoorde tot 1989 ook tot de gemeente.

## Demografische ontwikkeling
Bron: INE, 1857-2011: volkstellingen
Opm.: In 1989 werd Es Migjorn Gran een zelfstandige gemeente